# Neptun Staatspreis
Der Neptun Staatspreis für Wasser, vormals Neptun Wasserpreis, ist ein seit 1999 vom österreichischen Bundesministerium für Landwirtschaft, Regionen und Tourismus alle zwei Jahre vergebener Umweltpreis.

## Preis
Ziel des Neptun Wasserpreis ist, auf das kostbare Gut Wasser aufmerksam zu machen. Dotiert ist der Preis mit je 3000 Euro pro Bundesland und 3000 Euro auf Bundesebene (pro Kategorie). Zusätzlich wird noch ein Hauptpreis in der Höhe von 5000 Euro vergeben.
Seit 2023 nennt sich der Preis Neptun Staatspreis für Wasser.

## Preisträger
- 2005[2]
  - WasserSPASS: Josef Hinterleitner
  - WasserVISION: Marktgemeinde Langenwang mit dem Hochwasserschutzprojekt Feistritzau an der Mürz
  - WasserSCHUTZ: Gemeinde Seefeld in Tirol, Abwasserkraftwerk Seefeld
  - WasserKREATIV: Jörg Auzinger mit der interaktiven Computerinstallation "Image.acgt"
  - Hauptpreis: Jörg Auzinger mit der interaktiven Computerinstallation "Image.acgt"

- 2007[3]
  - WasserEMOTION: Andrea Mahlknecht
  - WasserSCHUTZ: Clemens Dorfmann – Optimierung der Ab- und Aufstauvorgänge bei Stauraumspülungen an der Oberen Mur
  - WasserSCHUTZ Anerkennungspreis: Gemeinde Laakirchen – Pflege des Naturschutzgebietes Gmöser Moor
  - WasserWELT: bios4 – systemic sustainability solutsions, Rammel und Partner OEG – Bewässerungssystem Hydrip
  - WasserKOMMUNIKATION: Hauptschule Groß Gerungs – Wir setzen die Schule unter Wasser
  - WasserKREATIV: Ruth Mateus-Berr – 4 layers of sari
  - Hauptpreis: Herta Suchy und Ing. Peter Suchy – Errichtung einer Trinkwasserleitung Q'ero (Peru)

- 2009[4]
  - WasserLEBT: Josef Hinterleitner
  - WasserSCHUTZ: Verbund AG – Kombination aus naturnaher und technischer Fischwanderaufstiegshilfe mit energieeffizienter Verstärkung der Lockströmung
  - WasserWELT: Johann Gnadlinger – Integriertes Wassermanagement im brasilianischen Trockengebiet
  - WasserKOMMUNIKATION: Angie Rattay – Gebrauchsinformation für den Planeten Erde
  - WasserKREATIV: Hannes Seebacher – HaZweiO-H3O-Ha2opi (black mesa)
  - Hauptpreis: WDLGmbH – Wassertropfen – das Hilfsprogramm von WDLGmbH, Caritas Oberösterreich und oö. Gemeinden

- 2011[5]
  - WasserSCHUTZ: Gemeinde Tattendorf – Nachhaltiger Hochwasserschutz Tattendorfs
  - WasserWELT: Helioz Research and Development GmbH – WADI | Water for Life
  - WasserKOMMUNIKATION: Gemeinschaft Steirischer Abwasserentsorger (GSA) – Aufklärungskampagne „Denk KLObal, schütz den Kanal!“
  - WasserKREATIV: Michael Aschauer – Danube Panorama Project
  - Hauptpreis: Verbund AG – Lebensraum im Mündungsabschnitt des Flusses Traisen

- 2023
  - WasserBILDUNG: 1. Platz: „Wassererlebnis Öblarn“ der Marktgemeinde Öblarn, 2. Platz: „Wasser.Wander.Wunder-Weg“ der Zentralwasserversorgung Hochschwab Süd, 3. Platz: „Wasser Welten und Water Worlds in Gather.Town“ vom Südwind Verein
  - WasserFORSCHT: 1. Platz: „Malsemuschel“ des Forschungsteams von BOKU Wien und dem Büro blattfisch im Auftrag des Landes Oberösterreich, 2. Platz: „OOPNET – Objekt-Oriented Pipe Network Analyzer“ von Georg Arbesser, 3. Platz: „LIFE Sterlet“ von Thomas Friedrich BOKU Wien
  - WasserKREATIV: 1. Platz: „Auf des Wassers Scheide“ von Regina Hügli, 2. Platz: „Der Fluctugraph“ von Nina Markart, 3. Platz: „Collective Action Viewer“ von Verena Tscherner und Jörg Auzinger